# جون مكشين
جون مكشين (بالإنجليزية: Jon McShane)‏ هو لاعب كرة قدم بريطاني في مركز الهجوم، ولد في 14 سبتمبر 1991 في بيزلي في المملكة المتحدة. لعب مع نادي إيست فيف ونادي دمبرتون ونادي سانت ميرين ونادي سلتيك نايشون وهاميلتون أكاديميكال.

## وصلات خارجية
- جون مكشين على موقع قاعدة بيانات كرة القدم.إي يو (الإنجليزية)
- جون مكشين على موقع Soccerway.com (الإنجليزية)